# The Beauty Myth
The Beauty Myth é um livro feminista, publicado por Naomi Wolf em 1991 nos Estados Unidos e, no Brasil, em 1992.
Wolf analisa cinco áreas e suas relação com a beleza feminina: emprego, cultura, religião, sexualidade, distúrbios alimentares e cirurgia plástica. Uma das conclusões é de que essas áreas, ao criarem e exigirem das mulheres uma atenção extremada, atuam como empecilhos para que as mulheres obtenham prestígio e poder na sociedade.